# Angusticella similis
Angusticella similis är en insektsart som beskrevs av Baker 1915. Angusticella similis ingår i släktet Angusticella och familjen dvärgstritar. Inga underarter finns listade i Catalogue of Life.